# 하남중앙초등학교
하남중앙초등학교는 대한민국 광주광역시 광산구 월곡동에 있는 공립 초등학교이다.

## 학교 연혁
- 1990년 1월 9일 하남중앙초등학교 인가
- 1990년 4월 6일 개교(17학급 편성)
- 1996년01월01일 하남중앙초등학교로 개칭
- 1997년 5월 27일 학교 급식실, 조리실 준공
- 1998년 7월 15일 다목적강당 준공
- 2008년 10월 10일 도서실 현대화 사업
- 2014년 9월 1일 제12대 박상석 공모교장 취임
- 2015년03월01일 교육부요청 다문화교육 연구학교 지정 운영
- 2016년03월1일 19학급 편성 운영(전교생384명)
- 2016년03월01일 다문화 중점학교 운영(~현재)
- 2017년02월07일 제27회 72명 졸업(총5,620명 졸업)
- 2017년03월01일 20학급 편성 운영(전교생352명)
- 2017년 9월 29일 본관 후관동 연결통로 완공
- 2018년 2월 7일 제28회 63명 졸업(총 5665명 졸업)
- 2018년 3월 1일 19학급 편성 운영(전교생 352명)
- 2018년 8월 2일 제17회 전국여자축구선수권대회 우승
- 2018년09월01일 제13대 박상석 공모교장 재취임
- 2019년 1월 9일 제29회 57명 졸업(총 5722명)
- 2019년 3월 1일 22학급 편성 운영(전교생 368명)
- 2020년 1월 10일 제30회 78명 졸업(총 5800명)
- 2020년 3월 1일 22학급 편성 운영(전교생 339명)
- 2021년01월15일 2020학년도 제31회55명졸업(총5,855명)
- 2021년03월01일 2021학년도20학급 퍈성 운영(전교생318)
- 2022년01월03일 2021학년도 제32회 졸업식 61명(총5,916)
- 2022년03월01일 2022학년도 20학급 편성 운영(전교생292명)
- 2022년09월01일 제14대 나옥주공모교장 취임
- 2022년12월30일 2023락년도 제33회 졸업식 66명(총 5,982명)
- 2023년03월01일 2023학년도 22학급 편성 운영(전교생 305명)

## 참고 자료
- 하남중앙초등학교 - 한국교육학술정보원 학교알리미